# (23518) 1992 SP1
1992 أس بي 1 (ويعرف أيضًا باسم (23518) 1992 أس بي 1 وفق تسمية الكوكب الصغير) (بالإنجليزية: 1992 SP1)‏ هو كويكب ضمن حزام الكويكبات؛ وترتيبه 23518 من حيث الاكتشاف.
اكتُشف هذا الجُرم الفلكي بواسطة هيروشي كانيدا في 20 سبتمبر 1992.

## وصلات خارجية
- (23518) 1992 SP1 في قاعدة بيانات مختبر الدفع النفاث لأجرام النظام الشمسي الصغيرة

- الاكتشاف · مخطط المدار ·  العناصر المدارية · المعلمات المادية

- (23518) 1992 SP1 على موقع ويكي سكاي: DSS2, SDSS, GALEX, IRAS, Hydrogen α, X-Ray, Astrophoto, Sky Map, Articles and images